# MotoGP 3
Pour le jeu vidéo de 2005, voir MotoGP 3: Ultimate Racing Technology.
MotoGP 3 est un jeu vidéo de course développé et édité par Namco, sorti en 2003 sur PlayStation 2.

## Accueil
- Jeux vidéo Magazine : 15/20[1]